# Hébécourt, Eure

Hébécourt este o comună în departamentul Eure, Franța. În 1 ianuarie 2022 avea o populație de 634 de locuitori.